# Meister von Albocasser
Als Meister von Albocasser (spanisch Mestre d’Albocàsser) wird in der Kunstwissenschaft ein Maler der spanisch-katalanischen Frühgotik bezeichnet.  Der Notname des gegen Ende des 14. und zu Beginn des 15. Jahrhunderts tätigen Künstlers bezieht sich auf sein Werk für die Kirche Ermita dels Sants Joans in der Stadt Albocàsser in der heutigen Region Valencia in Spanien.  Dieses um 1410 im Umfeld des Königreich Valencia entstandene Altarretabel zeigt die Heiligen Johannes der Täufer und Johannes der Evangelist umgeben von Szenen aus dem Leben Jesu.  Eventuell handelt es sich bei dem Künstler um Pere Lembrí, ein bekannter Maler von ähnlichen Werken in der Region, die im gleichen Stil ausgeführt sind.